# 'Ndrina Carpino
I Carpino sono una 'ndrina della 'ndrangheta che opera nei comuni di Petronà, Cerva, Sersale e nel Levante.
Sarebbero ramificati in Liguria nella provincia di Genova nei comuni di Chiavari e Lavagna.

## Storia

### Anni '90 - Faida di Petronà[1]
Il 19 agosto 1992, uccidono Gaetano Elia così da iniziare la faida di Petronà, si tratta di una quindicina tra agguati, omicidi e casi di “lupara bianca”.
Nella notte del 17 novembre 1993, Alfredo Covelli e Salvatore Carpino subiscono un attentato da parte dei Bubbo a Trescano in provincia di Lecco in Lombardia.

### Anni 2000 - Faida di Petronà e attività in Liguria
Il 4 febbraio 2000, viene ucciso a Petronà Alberto Carpino.
Il 2 marzo 2000, viene sequestrato a Chiavari un borsone contenente un fucile semiautomatico calibro 12 e all’arresto in flagranza di tre persone affiliati ai Carpino.
Il 13 aprile 2006, vengono uccisi i fratelli Ettore e Angelo Talarico presunti affiliati alla cosca "Tratraculo".

### Anni 2010 - Sequestro di beni
Il 20 giugno del 2014, vengono sequestrati beni per 2 milioni di euro tutto riconducibile a Carmelo Griffo presunto affiliato alla cosca dei Carpino.

## Organizzazione
- Salvatore Carpino.
- Alberto Carpino.
- Carmelo Griffo